# لیندا گودمن
لیندا گودمن با نام اصلی ماری آلیس کیمری (۱۹۹۵–۱۹۲۵ میلادی)، شاعر و ستاره‌شناس بود.
ویژگی او به خاطر نوشتن اولین و پرفروشترین کتاب ستاره‌شناسی در نیویورک تایمز است.

## زندگی
او در ۹ آوریل ۱۹۲۵ میلادی (۱۳۰۴ خورشیدی) در مرگنتاون، ویرجینیای غربی به دنیا آمد.
لیندا گودمن در ۲۱ اکتبر سال ۱۹۹۵ میلادی (۱۳۷۴ خورشیدی) درگذشت.

## آثار
وی عمرش را پای تلفیق علم نجوم و ستاره‌شناسی‌های چینی گذاشت و زادگان ماه‌های مختلف سال را به لحاظ شخصیتی و رفتاری معرفی کرد.
او در لگزیگرام هم تخصص داشت.

### کتاب‌های ستاره‌شناسی
- زهره در نیمه شب سه قسمت می‌شود. (۱۹۷۰)
- شعرهای عاشقانه (۱۹۸۰)
- علایم ستاره‌ای (۱۹۸۷)، رمزهای پنهان جهانی راهنمای عملی برای دوره جدید

در این کتاب نویسنده با استفاده از علم اعداد و ستاره‌شناسی، در خصوص انتخاب شغل و سلامتی و تندرستی رهنمودهایی دارد.
- گوبرز (۱۹۸۹)
- علایم ارتباطی (۱۹۹۸)